# 622
Rok 622 (DCXXII) byl nepřestupný rok, který podle juliánského kalendáře započal pátkem. Označení roku pod číslem 622 začalo být používáno až ve středověku, kdy Evropa přešla na systém počítání let Anno Domini (leta páně). 
Podle židovského kalendáře došlo k přelomu let 4382 a 4383. Islámský kalendář v tomto roce vzniká odchodem proroka Mohameda z Mekky do Medíny. 

## Události
- Mohamed odchází z Mekky do Medíny (hidžra), vznik Islámu, od roku 637 počátek islámského kalendáře.
- Avaři zaútočili na Balkán.
- Císař Herakleios opouští Konstantinopol, vládu nad nímž předává patriarchovi Sergiovi a vojevůdci Bonovi, a vydává na válečné tažení.
- Dagobert I. (syn Chlothara II. – krále Francké říše) se stává vládcem Austrasie

## Hlavy států
- Papež – Bonifác V. (619–625)
- Byzantská říše – Herakleios (610–641)
- Franská říše – Chlothar II. (584–629)
- Anglie
  - Wessex – Cynegils (611–643)
  - Essex – Sigeberht I. Malý (617–653)
- Bulharsko – Urgan (610/617–630)
- Perská říše – Husrav II. (590, 591–628)